# Hallucination (lied)
Hallucination is een nummer van de Faeröerse singer-songwriter Sissal. Het lied, dat gaat over het ontmoeten van iemand met wie je een bijzondere connectie voelt die bijna onwerkelijk lijkt, werd op 6 februari 2025 uitgebracht via Virgin Records. Het werd geschreven door Sissal samen met Chris Rohde-Frisk, Lina Spangsberg, Linnea Deb, Malthe Johansen, Marcus Winther-John en Melanie Gabriella Hayrapetian. Het nummer zal Denemarken vertegenwoordigen op het Eurovisiesongfestival 2025.

## Promotie
Ter promotie van het nummer voorafgaand aan het Eurovisiesongfestival 2025, kondigde Sissal aan deel te nemen aan diverse Eurovision pre-parties. Ze trad voor het eerst op tijdens de Nordic Eurovision Party 2025, die plaatsvond op 22 maart 2025 in het Sentrum Scene in Oslo. Daarnaast werd aangekondigd dat ze zou optreden tijdens Eurovision in Concert 2025 in de AFAS Live Arena in Amsterdam op 5 april 2025. Op 19 april 2025 was ze ook te zien op PrePartyES 2025 in Sala La Riviera in Madrid.

## Deense voorselectie
Dansk Melodi Grand Prix was de nationale finale georganiseerd door de Danmarks Radio (DR) om de Deense inzending voor het Eurovisiesongfestival 2025 te selecteren. Acht inzendingen namen deel aan de live-uitzending op 1 maart 2025. In de eerste stemronde (24–28 februari en tijdens de liveshow) werden drie finalisten gekozen, waarna in een superfinale via een nieuwe stemronde de winnaar werd bepaald. De uitslagen van beide rondes waren gebaseerd op een 50/50 verdeling tussen publieksstemmen en een jury bestaande uit 10 internationale en 10 Deense leden.
Sissal werd op 6 februari 2025 aangekondigd als deelnemer. Ze behaalde de superfinale met "Hallucination", samen met "The Unluckiest Boy Alive" van Adel the Second en "Proud" van Tim Schou. Ze won uiteindelijk met 38 punten (20 van de jury en 18 van het publiek).

## Op het Eurovisiesongfestival
Het Eurovisiesongfestival 2025 vindt plaats in de St. Jakobshalle in Bazel, Zwitserland. De halve finales worden gehouden op 13 en 15 mei, en de finale op 17 mei 2025. Tijdens de loting op 28 januari 2025 werd Denemarken ingedeeld in de tweede halve finale, in het tweede deel van de show. Later werd bekend dat Sissal als elfde zal optreden, na Georgië en vóór Tsjechië.
De performance op het festival zal verschillen van die tijdens de Dansk Melodi Grand Prix, na kritiek op de originele enscenering. Volgens Erik Struve Hansen, hoofd van Dansk Melodi Grand Prix, zal Sissal vergezeld worden door vier dansers en een groot stuk stof dat haar omringt en door een windmachine beweegt. Dit element is bedoeld om het gevoel van een hallucinatie visueel te maken. Sissal draagt een zwart-witte outfit die tijdens het optreden verandert in een blauwe outfit.